# 积玉桥站
积玉桥站位于中华人民共和国湖北省武汉市武昌区，是武汉地铁2号线与5号线的地铁换乘站。

## 车站结构
积玉桥站位于和平大道与四马路交叉路口，为地下两层岛式车站。该站是2号线于长江南岸的第一站。2号线和5号线的车站主体位于和平大道地下且平行布置，5号线在西侧，2号线在东侧。两线的换乘方式为同站厅换乘。。

### 楼层分布
| 地面      |                                     | 地鐵出入口                                            |  |
| 地下 一層 | 站廳層                              | 2号线：票務服務、售票机、武汉通充值、客服中心、洗手間 |  |
| 地下 一層 | 站廳層                              | 换乘通道                                              |  |
| 地下 一層 | 站廳層                              | 5号线：票務服務、售票机、武汉通充值、客服中心、洗手間 |  |
| 地下 二層 |                                     | █ 2号线列車往天河机场（江汉路）                       |  |
| 地下 二層 | 島式月台，左邊車門将会开启          |                                                       |  |
| 地下 二層 | █ 2号线列車往佛祖岭（螃蟹岬）       |                                                       |  |
| 地下 二層 | █ 5号线列車往红霞（昙华林武胜门）   |                                                       |  |
| 地下 二層 | 島式月台，左邊車門將會開啟          |                                                       |  |
| 地下 二層 | █ 5号线列車往武汉站东广场（三层楼） |                                                       |  |

### 車站出口
|                                                 |      |      |                                                 |
|                                                 |      |      |                                                 |
| 出口編號                                        | 設施 | 照片 | 建議前往的目的地                                |
| A                                               |      |      | 和平大道 武昌第三醫院、積玉橋消防中隊、萬達公館 |
| B                                               |      |      | 和平大道 四馬路、臨江大道、藍灣俊園             |
| C                                               |      |      | 和平大道 尚隆路、武漢市積玉橋學校、尚隆地球村   |
| D                                               |      |      | 和平大道 武昌供電公司、咸寧大廈                 |
| 注： 設有升降機 \| 設有輪椅升降台 \| 設有洗手間 |      |      |                                                 |

## 图片
- 5号线站厅
- 5号线站台
- 2号线站台

## 邻近地区
武汉市武昌供电公司。

### 内部链接
- 武汉地铁车站列表